# Emil Damgaard
Emil Damgaard (født 20. august 1998) er en dansk fodboldspiller, der spiller for FC Nordsjælland.

## Karriere
Damgaard startede sin karriere i Slagslunde-Ganløse IF, inden han som U/12-spiller skiftede til Farum Boldklub / FC Nordsjælland.

### FC Nordsjælland
Damgaard fik sin debut i Superligaen den 1. maj 2016 i en alder af 17 år. Damgaard spillede de første 26 minutter, før han faldt uheldigt ned og rev korsbåndet over. Han blev erstattet af Pascal Gregor i 2-2-kampen mod Randers FC. Han blev forventet ude i otte til ni måneder. Han fik efterfølgende et tilbagefald, da hans nye korsbånd løsnede henover vinteren samme år, hvorfor en ny operation var nødvendig.
Han blev i sommeren 2017 i en alder af 18 år permanent rykket op i FC Nordsjællands førsteholdstrup, hvor han den første tid skulle bruge på genoptræning. Han var ligeledes med på klubbens træningslejr i juli 2017. Han spillede sin første Superligakamp efter halvandet års skadespause den 11. februar 2018, da han startede inde og spillede de første 62 minutter, inden han blev erstattet af Jonathan Amon, i et 2-1-nederlag ude til SønderjyskE.

## Landsholdskarriere
Han fik sin debut i landsholdsregi for Danmark U/18 den 22. september 2015 i forbindelse med venskabskampe mod Schweiz på Centre sportif. Han startede inde og spillede de første 59 minutter af kampen, inden han blev udskiftet for Daniel Anyembe, som Danmark tabte 2-1. To dage senere spillede han også den anden venskabskamp mod Schweiz, som Danmark tabte 3-4.